# ادو، نیجریه
ادو، نیجریه (به لاتین: Ado, Nigeria) یک سکونتگاه مسکونی در نیجریه است که در ایالت بنوئه واقع شده‌است.